# Kaprain
Kaprain é uma cidade e um município no distrito de Bundi, no estado indiano de Rajastão.

## Demografia
Segundo o censo de 2001, Kaprain tinha uma população de 17,766 habitantes. Os indivíduos do sexo masculino constituem 52% da população e os do sexo feminino 48%. Kaprain tem uma taxa de literacia de 54%, inferior à média nacional de 59.5%: a literacia no sexo masculino é de 67% e no sexo feminino é de 39%. Em Kaprain, 18% da população está abaixo dos 6 anos de idade.